# Benkő Anna
Benkő Anna (Marosvásárhely, 1878. május 27. – Budapest XX., 1971. október 9.) óvónő, gyermekíró.

## Életútja
A sepsiszentgyörgyi óvónőképzőben szerzett oklevelet, 1924-ig Bethlenben volt óvónő. Számos, korában népszerű gyermekverse s több pedagógiai cikke jelent meg a napilapokban és folyóiratokban. Gyermekversek (Kolozsvár, 1924) c. kötetéhez Benedek Elek írt előszót.